# Per Rex Christensen
Per Rex Christensen (...) è un astronomo danese.
È professore emerito all'Università di Copenaghen.
Il Minor Planet Center gli accredita la scoperta dell'asteroide 4444 Escher effettuata il 16 settembre 1985 in collaborazione con Leif Hansen e Hans Ulrik Nørgaard-Nielsen.